# Softline
Softline (укр. Софтлайн) — українська компанія-розробник програмного забезпечення, створена випускниками й співробітниками Київського політехнічного інституту 1995 року. Перша назва компанії — Softline LLC. 2000 року компанія була реорганізована у ЗАТ «Софтлайн», залучила інвестиції від інвестиційного фонду SigmaBleyzer (США).
2002 року компанія виграла тендер на проєкт «Електронний уряд України», було створено Єдиний портал органів виконавчої влади, інформаційні системи для Верховної ради України, Кабінету міністрів України, Казначейства України та інших державних структур. У 2005—2006 роках компанія створила екосистему інструментів для переведення державних сервісів у електронний вигляд.
Softline має офіси в Києві та Вишневому.

## Історія
- 1995 року — створення компанії. Першими проєктами була розробка інформаційної системи для Української аграрної біржі та автоматизована система замовлення та продажів квитків для «Кий-Авіа»[9].
- 1997 — виконання першого міжнародного проєкту для замовника з США.
- 1999 — створено команду розробників для виконання проєктів на базі Java.
- 2001 — створено центр розробки ПЗ на базі .Net
- 2002 — компанія стала розробником Єдиної інформаційно-аналітичної системи (ЄІАС) «Служба зайнятості»[10]
- 2003 — отримання сертифікату якості ISO 9001:2000
- 2004 — початок співпраці з компанією Volia Software (США)[11]. Компанії взяли активну участь у громадсько-політичній діяльності української діаспори та приєдналися до суспільної кампанії щодо скасування Поправки Джексона — Вейніка щодо України[12]
- 2005 — сертифікація на відповідність вимогам моделі зрілості CMM 3-го рівня
- 2006 — відкриття студії 3D-моделювання, виконання проєкту для Boeing[13].
- 2007 — працівники компанії беруть участь у проєктах Єврокомісієї й ООН

- 2008 — компанія стає технічним партнером для створення в Україні Національного кадастру антропогенних викидів із джерел та абсорбції поглиначами парникових газів в Україні відповідно до статті 6 Кіотського протоколу[14]
- 2009 — до компанії входить науково-дослідний інститут автоматизованих комп'ютерних систем «Екотех»[15], заснований фахівцями Інституту кібернетики ім. Глушкова НАН України. «Екотех» із 90-х років займався військовими проєктами
- 2010 — компанія взяла участь у створенні захищеної системи електронного документообігу[16] за ініціативи Державної служби спецзв'язку та захисту інформації України
- 2011 — компанію було реорганізовано[17]. Кілька підрозділів було виділено в окремі компанії, компанія «Софтлайн ІТ» стала прямим правонаступником, власником ТМ Softline та домену softline.ua[18].

## Компанії, утворені після реорганізації
• Softengi. Компанія, що спеціалізується на аутсорсингових ІТ-проєктах для ринку США та Західної Європи.
• InBase. Український розробник систем електронного документообігу. Зокрема СЕД Megapolis.DocNet.
• Софтлайн ІТ (https://softline.ua ). Софтверна компанія, розробник систем автоматизації ділових процесів у секторі безпеки та оборони. Станом на червень 2020 року Софтлайн ІТ спеціалізується на розробці та впровадженні програмних продуктів для безпаперового документообігу та автоматизації ділових процесів, є одним з небагатьох ІТ-підрядників, що працюють в рамках Державного оборонного замовлення України.
• Софтлайн-ІТ. Системний інтегратор. Обслуговує компанії, що орендують приміщення в офісному центру Be the One, який побудувала компанія.
• Айкюжн. Системний інтегратор, що спеціалізується виключно на проєктах у державному секторі.
• СЛ Глобал Сервіс. Сервіс-провайдер хмарних послуг за моделями Інфраструктура як послуга, Програмне забезпечення як послуга, Платформа як послуга та поштового онлайн-сервісу на базі MS Exchange Server.
У 2010 році більшість компаній, що були утворені на базі ЗАТ «Софтлайн», увійшли до міжнародного ІТ-об'єднання Intecracy Group.
Компанії-правонаступники Softline входять до Intecracy Group — об'єднання ICT-компаній ринку Східної Європи.

## Визнання
- Найкращий проєкт «Відомчої системи відеотелефонії» за результатами конкурсу у рамках Cisco Ехро-2010[22]
- Згідно з рейтингом DOU, у 2013 році компанія увійшла до ТОП-25[23] українських розробників програмного забезпечення.